# Maciej Stroiński (tłumacz)
Maciej Stroiński (ur. 1984) – polski tłumacz literatury z języka angielskiego, krytyk teatralny, nauczyciel akademicki na Uniwersytecie Jagiellońskim, bloger, doktor nauk humanistycznych.

## Życiorys
Pochodzi ze wsi. Ukończył studia z filmoznawstwa w Instytucie Sztuk Audiowizualnych Uniwersytetu Jagiellońskiego. W 2013 roku uzyskał stopień doktora nauk humanistycznych w zakresie nauk o sztuce na podstawie pracy Samowiedza negatywna judaizmu w najnowszym kinie izraelskim i diaspory żydowskiej w Stanach Zjednoczonych napisanej pod kierunkiem Tadeusza Lubelskiego. Wykładał w Ośrodku Międzywydziałowych Indywidualnych Studiów Humanistycznych Uniwersytetu Jagiellońskiego, dla studentów MISHu i po angielsku dla studentów z wymiany Erasmus+; oraz na Wydziale Polonistyki UJ.
Prowadził bloga teatralnego Teatr jest cute. Publikował na łamach „Ha!artu”, E-teatr.pl, „Teatru”, „Tygodnika Powszechnego”, „Znaku”, „Dwutygodnika” i „Krytyki Politycznej”. Był członkiem jury konkursu teatralnego „Transfer” organizowanego przez Radio Kraków. W grudniu 2016 został członkiem redakcji i stałym recenzentem kwartalnika „Przekrój”. Łukasz Drewniak napisał o nim: „Fenomen. Petroniusz naszych czasów, arbiter elegantiarum. Child in Time. Tylko dziecko potrafi powiedzieć bez zawahania: dobre czy złe; boję się tego, pragnę tamtego; ta pani jest be! ten pan – cacy! Dziecko mówi to wszystko bezkarnie i nie musi nawet tłumaczyć dlaczego. (...) Stroiński dokonał bezpowrotnej kinderyzacji polskiej krytyki teatralnej”. W 2016 był członkiem kapituły konkursu Radia Kraków „Transfer 2016” na najlepszą radiową adaptację spektaklu. 
W 2020, w związku z lockdownem po wybuchu pandemii COVID-19 przerwał działalność krytyka teatralnego i skupił się na przekładach. Został członkiem Stowarzyszenia Tłumaczy Literatury i Stowarzyszenia Autorów ZAiKS i Polskiego PEN Clubu. Otrzymał grant translatorski rządu Irlandii z programu Literature Ireland, stypendium ZAiKS-u z Funduszu Popierania Twórczości i stypendium twórcze ministra kultury i dziedzictwa narodowego w dziedzinie literatury. W 2022 otrzymał Nagrodę Krakowa Miasta Literatury UNESCO za projekt Dramaty Oscara Wilde’a (Officyna). Otrzymał też II nagrodę (jako jeden z trzech wyróżnionych) w konkursie literackim PEN Clubu i ZAiKS-u „Wolność myśli – wolność wyrazu” za tłumaczenie Przemiany Shaloma Auslandera (I nagrody nie przyznano). Interesuje się operą i kampem. Przełożył na język polski utwory, których autorami byli Oscar Wilde, John Edward Williams, Peter Shaffer i Shalom Auslander. W marcu 2023 Wojciech Szot nazwał go „jednym z najbardziej utalentowanych tłumaczy młodego pokolenia”.

## Publikacje

### Redakcja
- Kino polskie jako kino narodowe (red., wspólnie z Tadeuszem Lubelskim, Korporacja Ha!art, Kraków 2009).

### Przekłady
Proza
- Oscar Wilde, De profundis (Wydawnictwo Sic!, 2018)[13]
- Shalom Auslander(inne języki), Matka na obiad (Wydawnictwo Filtry, 2022)[14][15][16];
- John Williams, Stoner (Wydawnictwo Filtry, 2023)[17][a]
- Shalom Auslander, Żal po napletku (Wydawnictwo Filtry, 2023)[23][24]
- David Sedaris, Sama radość (Wydawnictwo Filtry, 2024)[25]
- John Williams, August (Wydawnictwo Filtry, 2025)[26]

## Przekłady dla teatru
- Peter Shaffer, Komedia w ciemno (Teatr Miejski w Lesznie, reż. Jarosław Bielski, 2018)[27]
- Peter Shaffer, Amadeusz (Teatr Polski im. Hieronima Konieczki w Bydgoszczy, reż. Łukasz Gajdzisz, 2020)[27]
- Oscar Wilde, Bunbury. Komedia dla ludzi bez poczucia humoru (Teatr Wybrzeże w Gdańsku, reż. Kuba Kowalski, 2022)[27]
- Oscar Wilde, Pełna powaga. Komedia dla ludzi bez poczucia humoru[28] (przekład wystawiony przez Teatr Telewizji w 2024[29])
- Oscar Wilde, Mąż doskonały[30]
- Oscar Wilde, Mało ważna pani[31]
- Oscar Wilde, Salome[32]
- Oscar Wilde, Wachlarz damy. Sztuka o dobrej kobiecie[33]
- Oscar Wilde, Tragedia florencka[10]